# Desaparición de Kristen Modafferi
Kristen Deborah Modafferi (1 de junio de 1979 — desaparecida el 23 de junio de 1997) es una mujer estadounidense que, a principios del verano de 1997, desapareció en circunstancias misteriosas después de dejar su trabajo en el Crocker Galleria Mall en San Francisco, California. Era estudiante de segundo año universitario en el estado de Carolina del Norte y pasaría el verano en el Área de la Bahía; Modafferi se mudó recientemente de su natal Carolina del Norte a Oakland y se esperaba que comenzara las clases de verano de fotografía en UC Berkeley el día después de que desapareciera.
En 1999, el presidente Bill Clinton firmó la Ley de Kristen para brindar asistencia a los departamentos de policía y las familias de personas desaparecidas mayores de 17 años. La ley autorizaba la reserva anual de 1 millón de dólares para el apoyo a organizaciones de personas desaparecidas, incluido el Centro Nacional para Adultos Desaparecidos. Los fondos federales para la Ley de Kristen se agotaron en 2005 después de que la ley venciera. En 2019, El caso de Kristen Modafferi sigue sin resolverse.

## Cronograma

### Antecedentes
Kristen Deborah Modafferi nació el 1 de junio de 1979 en Danbury, Connecticut, de Debbie, una maestra, y Bob Modafferi, un ingeniero eléctrico. Fue criada en Charlotte, Carolina del Norte. En 1997, después de completar su primer año en la Universidad Estatal de Carolina del Norte con una beca, viajó sola al área de la Bahía de San Francisco durante el verano para estudiar fotografía en la Universidad de California, Berkeley. Utilizó Craigslist para encontrar una habitación en una casa en Jayne Avenue en Oakland, donde tenía cuatro compañeros de piso. Encontró empleo a tiempo parcial en el Museo de Arte Moderno de San Francisco y en la cafetería Spinelli's en el centro comercial Crocker Galleria en el distrito financiero de San Francisco.

### Desaparición
En la tarde del 23 de junio de 1997, tres semanas después de su decimoctavo cumpleaños, Modafferi concluyó su turno en Spinelli alrededor de las 3:00 p. m.. Había indicado a sus compañeros de trabajo que consideraba ir a Baker Beach esa tarde para asistir probablemente a una fiesta. Aproximadamente 45 minutos después de que terminara su turno, los compañeros de trabajo de Spinelli vieron a Modafferi con una mujer rubia no identificada en el segundo piso de la Galería. Esta mujer rubia nunca ha sido identificada, y todavía tiene que darse a conocer. Las últimas imágenes de video captaron a Modafferi retirando dinero de su banco.
Modafferi no asistió al primer día de su clase de fotografía en UC Berkeley el 24 de junio, un curso por el cual ya había pagado 925 $ en la matrícula. Además, dejó un cheque de pago de 400 $ en Spinelli sin reclamar. Sus compañeras de habitación notaron que Modafferi no regresó a casa la noche del 23 de junio, pero no informaron que la joven de 18 años estaba desaparecida. Varios días después, después de que el padre de Modafferi dejara un mensaje de voz en el teléfono fijo de la casa, una de sus compañeras de cuarto le devolvió la llamada y le informó que nadie en la casa la había visto en tres días.
Los padres de Modafferi volaron a San Francisco el viernes 27 de junio y denunciaron la desaparición de su hija al Departamento de Policía de Oakland. Sin embargo, la policía no comenzó a investigar la desaparición hasta el lunes 30 de junio. Los sabuesos de la policía siguieron el rastro de Modafferi hasta el autobús Muni 38 Geary desde una parada de autobús fuera de la Galeria. Los sabuesos también encontraron su rastro cerca del final de la ruta del autobús en Sutro Heights Park, pero su rastro se perdió cerca de allí.
Los Modafferis encontraron un periódico Bay Guardian en el cubo de la basura; un anuncio personal había sido marcado con un círculo en el periódico que decía: " AMIGOS: ¡Mujeres que buscan amigos para compartir actividades, que disfrutan de la música, la fotografía, el ejercicio, los paseos, el café o simplemente la playa, explorando el área de la Bahía! Interesado, llámame". La policía no pudo localizar a la persona que había colocado el anuncio, ya que el periódico había borrado su cartera de pedidos de esa semana, y no hay indicios de que Modafferi respondiera al anuncio.

### Jon Onuma
El 10 de julio de 1997, un hombre telefoneó a KGO-TV alegando que Modafferi fue asesinada por dos mujeres y su cuerpo arrojado debajo de un puente de madera cerca de Point Reyes. La persona que llamó fue identificada como Jon Onuma, de 36 años, que vivía cerca de la Galeria. Onuma le dijo a la policía que había implicado falsamente a las mujeres, ya que sentía que estaban conspirando para conseguir que su novia, Jill Lampo, fuera despedida de su trabajo en el YMCA lugar donde también trabajaban. Onuma negó haber conocido a Modaferri. Búsquedas en el departamento de Onuma revelaron cantidades "considerables" de sangre, aunque luego se determinó por pruebas de ADN que era la de un gato. Se descubrió que Onuma había colocado previamente anuncios personales para mujeres en el Área de la Bahía y las había obligado a tener relaciones sexuales. Onuma se mudó a su natal Hawái en 1999.

### Desarrollos posteriores
En 2015, se completó una búsqueda independiente de la casa donde Modafferi había estado viviendo cuando desapareció; durante la búsqueda, un perro de búsqueda y rescate con una reputación de "clase mundial" alertó de la presencia de restos humanos en el sótano. Paul Dostie, exsargento de policía de Mammoth Lakes y dueño del perro, sugirió que la policía de Oakland excavara una losa de concreto en el sótano, y propuso que los compañeros de habitación de Modafferi en aquel momento fueran entrevistados nuevamente por la policía. El Dr. Arpad Vass, antropólogo forense de la Universidad de Tennessee, visitó la casa en febrero de 2017 y escaneó la zona con un dispositivo patentado que desarrolló que detecta los químicos de descomposición humana. El dispositivo escaneó entre el 274 de Jayne Avenue y la casa de al lado, 278 de Jayne Avenue. Dostie declaró que los resultados de estas búsquedas probablemente indicaban una escena del crimen en lugar de un entierro; Aparte de la losa de concreto, el piso del sótano de la casa era de arcilla compacta que sería difícil de cavar con una pala estándar. Además, se descubrió una señal química que denotaba la presencia de sangre humana cerca de una losa de concreto en la base de los escalones del porche en la residencia 278 de Jayne Avenue; Según Dostie y Vass, las pruebas de ADN revelaron que el material en descomposición coincidía con el de Bob y Debbie Modafferi, que habían proporcionado muestras para la prueba.
En respuesta a los hallazgos de Dostie y Vass, la oficial de información pública de la Policía de Oakland, Felicia Aisthorpe, declaró que sus hallazgos debían ser confirmados por la policía de la ciudad y afirmó que la información aún no se había entregado al departamento de policía: "En este momento, la información que necesitamos del Dr. Vass para recoger muestras para su prueba de 'descomposición humana' no ha sido enviada al departamento. Además, no se ha revelado al departamento ninguna información sobre los análisis de sangre más recientes realizados en el porche". Dostie y Vass negaron que este fuera el caso, afirmando que el Departamento de Policía de Oakland tenía suficientes datos para realizar sus propias pruebas. Vass declaró: "Todo lo que el OPD debe hacer es traer sus propios perros a ese sitio y ver qué sucede", escribió Vass en un correo electrónico a principios de ese mes. "Estoy bastante seguro de que Paul también le dijo al OPD cómo buscar COV específicos humanos en las muestras de suelo recolectadas. Todo lo que se necesita es un GC-MS junto con un espectrómetro de masas que tienen todas las universidades o laboratorios criminales del mundo. El procedimiento es muy sencillo".

## La Ley de Kristen y el Centro Nacional para Adultos Desaparecidos
El Centro Nacional para Adultos Desaparecidos es una organización estadounidense que ayuda a rastrear a los adultos desaparecidos, fundada por Kym L. Pasqualini. Debido a que Modafferi tenía 18 años en el momento de su desaparición, se observó la falta de recursos disponibles para buscarla.
La Ley de Kristen fue presentada por la Representante Sue Myrick en 1999 y promulgada por el presidente Bill Clinton en 2000. Desde abril de 2001, la Ley de Kristen "brinda asistencia a las fuerzas del orden y a las familias en casos de personas desaparecidas mayores de 17 años" y reserva 1 millón $ por año para apoyar a organizaciones como el Centro Nacional para Adultos Desaparecidos. Los fondos federales del centro se agotaron en 2005 cuando venció la Ley de Kristen. Ha continuado con esfuerzos voluntarios. El caso de Modafferi ha sido presentado en Unsolved Mysteries, Primetime Live y America's Most Wanted. Sigue sin resolverse.

## Otras lecturas
- Audiencias judiciales de la Cámara